# رادیوی ماهواره‌ای

شکل ساده شده حرکات رادیوی ماهواره‌ای

رادیوی ماهواره‌ای (به انگلیسی: Satellite radio) سرویس رادیویی است که از طرف ماهواره و معمولاً برای ماشین‌ها پخش می‌شود و برد بسیار بیشتری نسبت به ایستگاه‌های رادیویی زمینی دارد و در کل کشور مورد نظر قابل دریافت است.